# Rousettus celebensis
Rousettus celebensis là một loài động vật có vú trong họ Dơi quạ, bộ Dơi. Loài này được K. Andersen mô tả năm 1907.